# Курск: Подводница в мътни води
„Курск: Подводница в мътни води“ (на френски: Le Koursk, un sous-marin en eaux troubles) е френски документален филм на режисьора Жан Мишел Кар от 2004 / 2005 година.
Филмът представя алтернативна на официалната руска версия за потъването на „Курск“. Създаден е през 2004 година и е излъчен за първи път по френския обществен телевизионен канал France 2..